# Lukáš Melich
Lukáš Melich (Praga, 16 settembre 1980) è un martellista ceco.
In carriera ha vinto un bronzo ai mondiali di Mosca 2013.

## Palmarès
| Anno | Manifestazione   | Sede           | Evento              | Risultato | Prestazione | Note  |
| ---- | ---------------- | -------------- | ------------------- | --------- | ----------- | ----- |
| 1999 | Europei juniores | Riga           | Lancio del martello | 5º        | 64,20 m     |       |
| 2001 | Europei under 23 | Amsterdam      | Lancio del martello | 11º       | 66,41 m     |       |
| 2003 | Universiadi      | Taegu          | Lancio del martello | 4º        | 71,26 m     |       |
| 2005 | Mondiali         | Helsinki       | Lancio del martello | 11º       | 74,53 m     | [ 1 ] |
| 2008 | Olimpiadi        | Pechino        | Lancio del martello | 29º       | 70,56 m     |       |
| 2009 | Mondiali         | Berlino        | Lancio del martello | 14º (q)   | 74,47 m     |       |
| 2012 | Europei          | Helsinki       | Lancio del martello | 28º       | 68,92 m     |       |
| 2012 | Olimpiadi        | Londra         | Lancio del martello | 5º        | 77,17 m     |       |
| 2013 | Mondiali         | Mosca          | Lancio del martello | Bronzo    | 79,36 m     |       |
| 2014 | Europei          | Zurigo         | Lancio del martello | 13º (q)   | 73,48 m     |       |
| 2015 | Mondiali         | Pechino        | Lancio del martello | 20º (q)   | 72,12 m     |       |
| 2016 | Europei          | Amsterdam      | Lancio del martello | 19º (q)   | 70,50 m     |       |
| 2016 | Giochi olimpici  | Rio de Janeiro | Lancio del martello | 15º (q)   | 73,14 m     |       |